# Võ Văn Kiệt
Võ Văn Kiệt, född 23 november 1922 i Trung Hiep, Vĩnh Long-provinsen, död 11 juni 2008 i Singapore, var en vietnamesisk politiker som var premiärminister 1991-1997. Han var en av de drivande krafterna bakom de ekonomiska förändringar som gick under namnet Đổi mới. 
Han engagerade sig tidigt politiskt.